# Södra Våsen
Södra Våsen är en sjö i Ovanåkers kommun i Hälsingland och ingår i Ljusnans huvudavrinningsområde. Sjön har en area på 0,591 kvadratkilometer och ligger 241,1 meter över havet. Sjön avvattnas av vattendraget Våsbäcken.

## Delavrinningsområde
Södra Våsen ingår i det delavrinningsområde (681932-149353) som SMHI kallar för Mynnar i Ullångsån. Medelhöjden är 263 meter över havet och ytan är 5,33 kvadratkilometer. Räknas de 2 avrinningsområdena uppströms in blir den ackumulerade arean 23,4 kvadratkilometer. Våsbäcken som avvattnar avrinningsområdet har biflödesordning 4, vilket innebär att vattnet flödar genom totalt 4 vattendrag innan det når havet efter 105 kilometer. Avrinningsområdet består mestadels av skog (76 procent). Avrinningsområdet har 0,59 kvadratkilometer vattenytor vilket ger det en sjöprocent på 11 procent.